# Кушадаси
Кушадаси́ (тур. Kuşadası) — місто та район (ільче, тур. ilçe) провінції Айдин на Егейському узбережжі західної Туреччини.
Населення району становить 130 835 (2022) осіб, з них проживає у місті 121 493 (2022).

## Назва

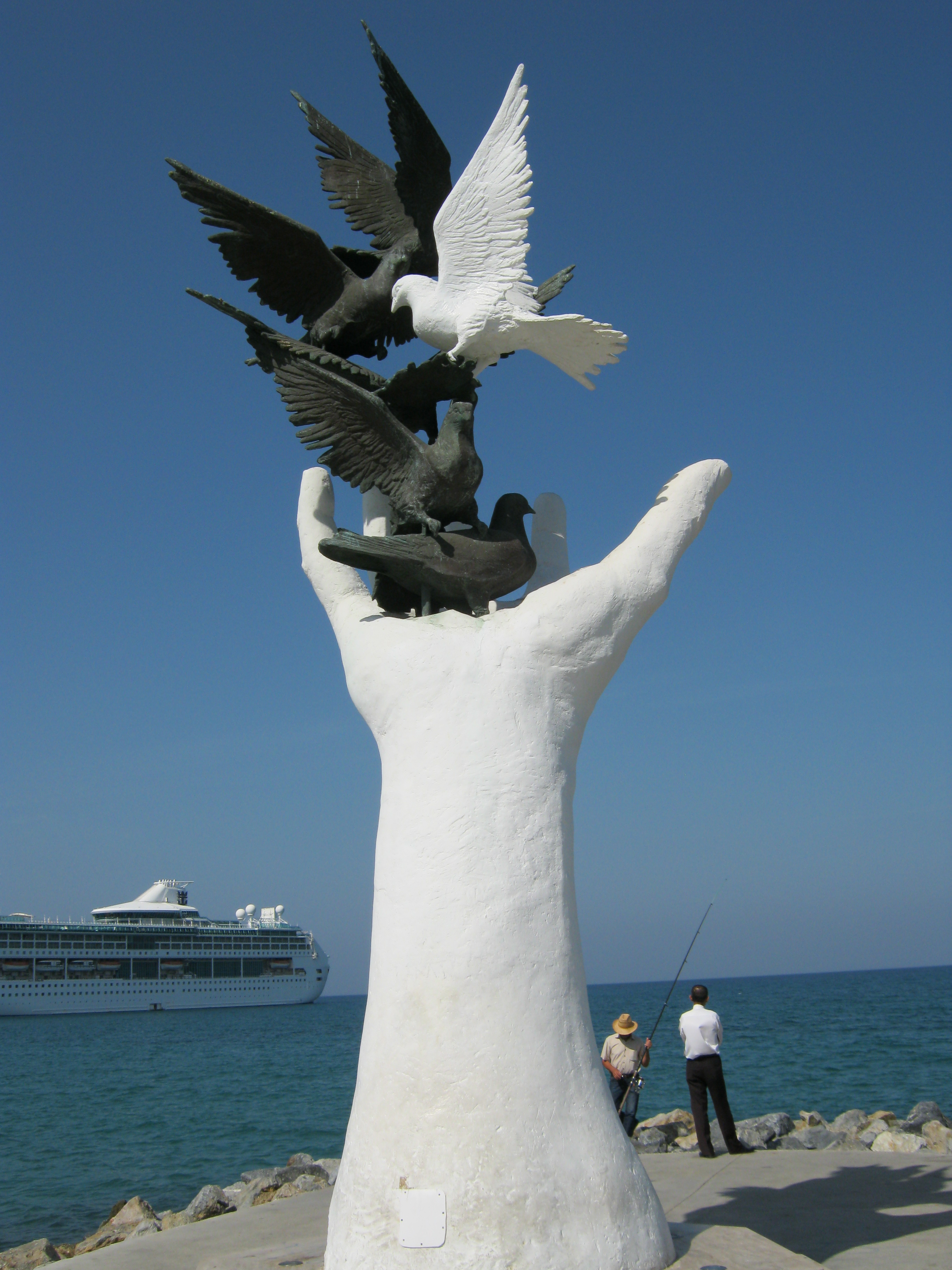
Голуби — Символ міста

Сучасна турецька назва міста утворена від слів kuş (птах) і ada (острів), що означає — Пташиний острів.
Можливо, назва пов'язана з маленьким острівцем, на який прилітали гніздитися різні птахи.
Зараз острівець сполучений з берегом насипною дорогою.

## Географія
Місто розташоване на березі Егейського моря, за 90 км на південь від третього за величиною міста Туреччини Ізміру, і за 71 км від міста Айдин адміністративного центру провінції. Місто Кушадаси є адміністративним центром однойменного району, що межує з двома районами провінції Айдин: Герменджік, Секе і з районом Сельчук провінції Ізмір.
Неподалік від узбережжя району знаходиться грецький острів Самос, центр іонійської культури у часи античності.

## Історія

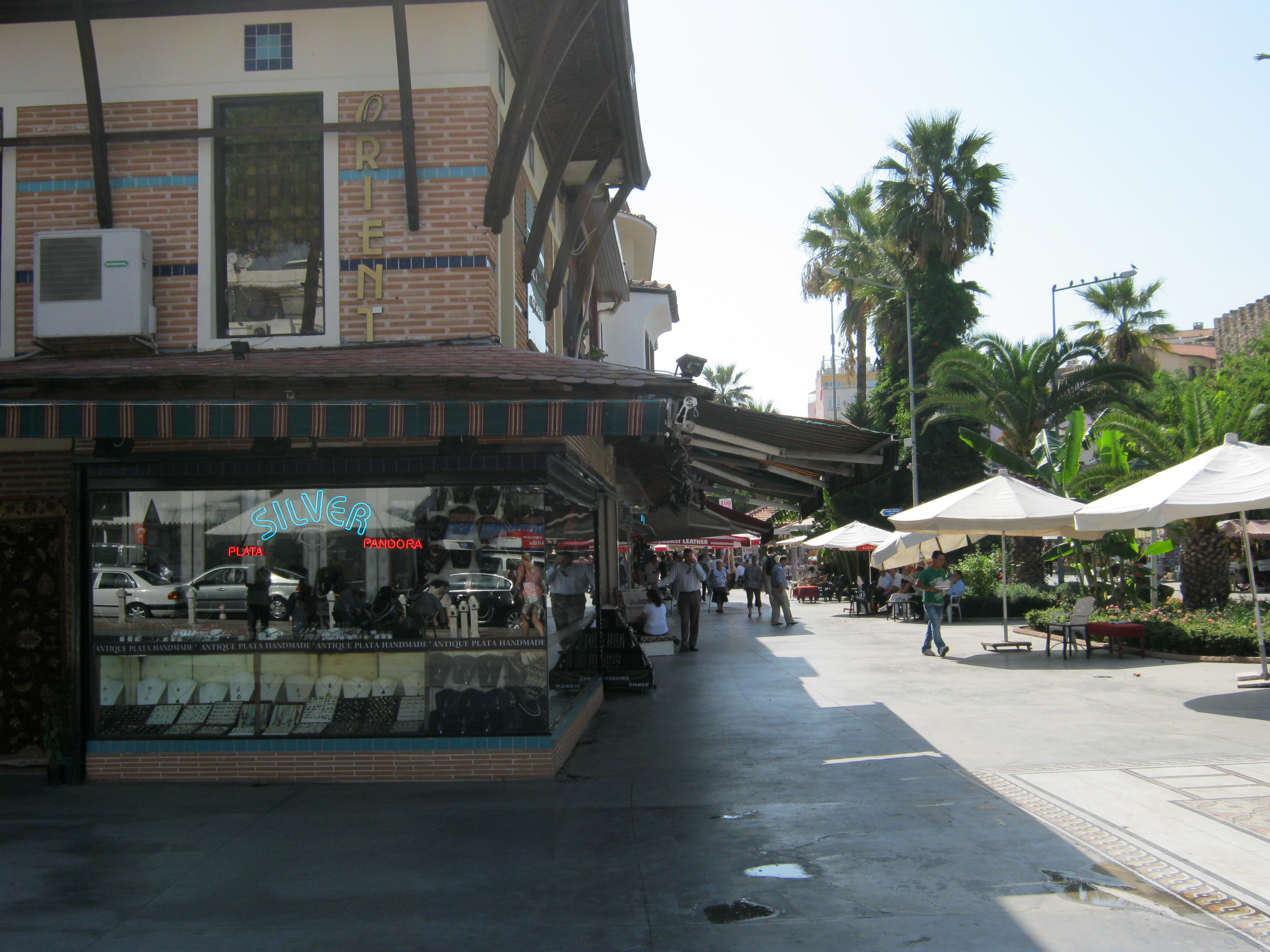
Одна з вулиць в місті

З давніх часів район відомий як культурний центр багатьох цивілізацій. Можливо, що легендарний народ лелеги жив тут ще за 3000 років до нашої ери. Пізніше з 11-го століття до н. е. тут селяться перші давньогрецькі племена, пізніше, у 9-му сторіччі — іонійці.
Першим античним поселенням на теренах сучасного Кушадаси вважають Неаполь Іонійський, руїни якого знаходяться в місцевості Їлан Бурун. Нинішнє місто виросло з іншого іонійського поселення — Маратесія, заснованого біля теперішньої гавані Кушадаси. Головним торговим центром регіону в цей час був Ефес, який мав власний порт. Маратесій перебував в його тіні і обслуговував переважно судна, котрі ходили уздовж узбережжя Егейського моря. Починаючи з 7-го століття до н. е. і Маратесій, і Неаполь перебували під владою лідійців, з 546 року до н. е. — персів, а з 334 року до н. е. все узбережжя, включаючи Анатолію, завоював Олександр Македонський.
Розквіт міста Кушадаси припав на час занепаду Ефеса за раннього середньовіччя. До XV століття місто було торговим центром республік Венеція і Генуя. Генуезці збудували на Голубиному острові навпроти міста фортецю, яка з певними змінами збереглася до наших днів.
У 1413 році місто захопила Османська імперія, після чого воно стає значним османським торговельним портом. З тих часів у місті зберігся збудований у 1612—1613 роках караван-сарай Мехмеда-паші.
Починаючи з 1970-х років, у місті активно будуються готелі і розвивається масовий туризм.

## Міста-побратими
- Черкаси
- Монтерей

## Економіка
Кушадаси — популярний курорт, знаходиться біля відомих пам'яток античності, стародавніх міст Ефес і Прієна. Одна з визначних пам'яток регіону — гаряче мінеральне джерело. В місті багато різноманітних пляжів, як платних та безкоштовних. 